# Équipe du Canada de rugby à XV
Cet article traite de l'équipe masculine. Pour l'équipe féminine, voir Équipe du Canada féminine de rugby à XV.
L'équipe du Canada de rugby à XV est l'équipe représentant le Canada dans les compétitions internationales majeures de rugby à XV.
Elle rassemble les meilleurs joueurs de rugby à XV du Canada sous le patronage de la Fédération canadienne de rugby à XV ou Rugby Canada depuis 1974. Les Canucks jouent en maillot rouge orné d'une bande noire, un short noir, des bas noirs ornés d'un parement rouge.
L'équipe est entraînée par Steve Meehan. Au 2 février 2025, elle occupe la 23e place au Classement World Rugby.

## Historique

### Origines
Le rugby a une longue histoire au Canada puisque ce sport a fait ses premières apparitions au pays dans les années 1860. L'introduction du rugby au Canada et sa croissance initiale est généralement attribuée aux immigrants et aux membres des régiments militaires, ainsi qu'à la Royal Navy à Halifax, en Nouvelle-Écosse, et à Esquimalt, en Colombie-Britannique. Même si le rugby a connu un essor sur les deux côtes canadiennes, la plupart des premières rencontres de ce sport se sont déroulées en Ontario et au Québec. 

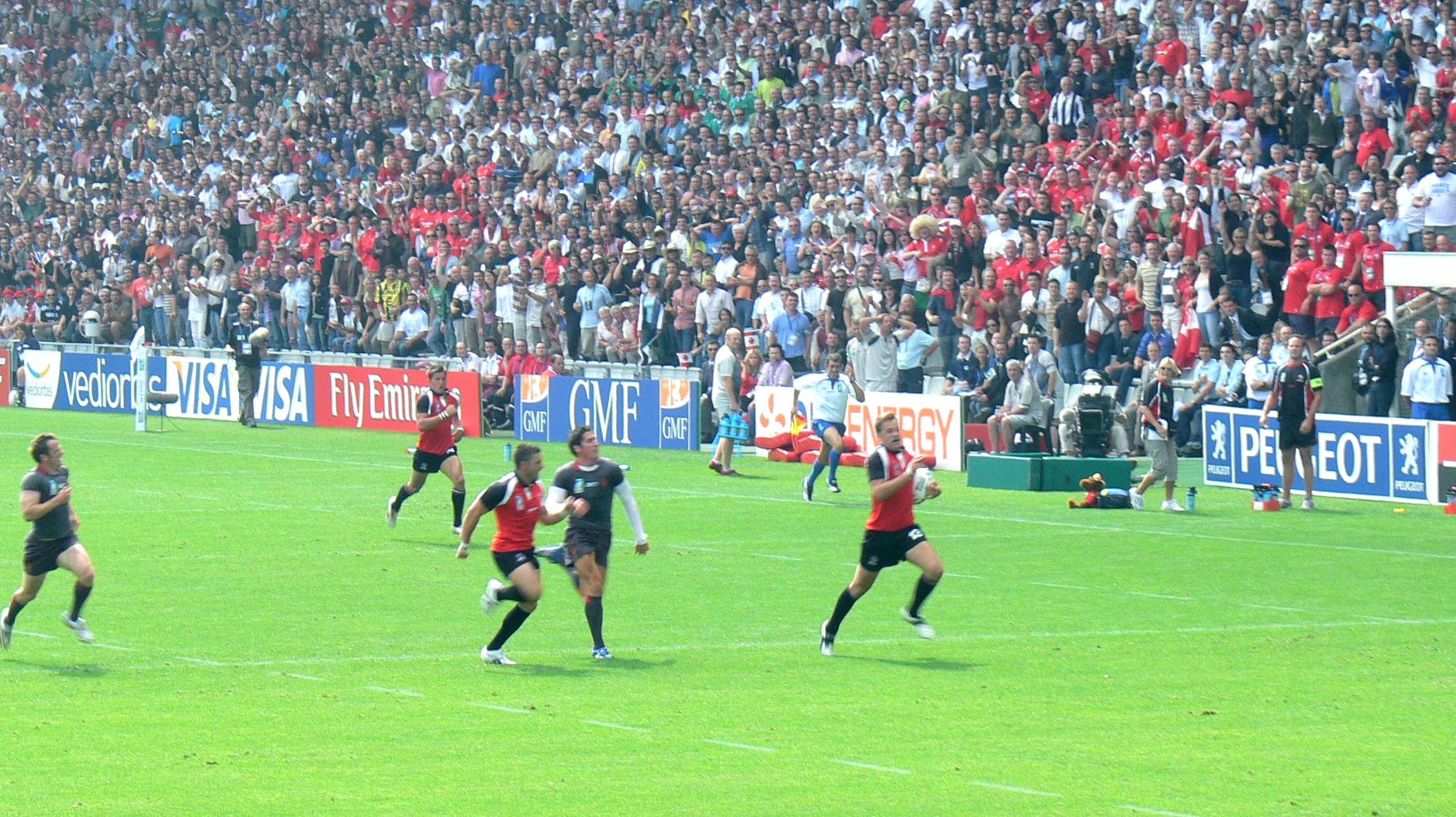
Équipe du Canada

Le premier match recensé a eu lieu en 1864 à Montréal entre des artilleurs. La même année, l'Université de Trinity College de Toronto a publié le premier livre des réglements de rugby au Canada. En 1868, le Montréal Football Club était formé. C'est six ans plus tard, en 1874, que le premier match international nord-américain est disputé à Cambridge, Massachusetts, entre les équipes des universités McGill et Harvard. Plus tard au cours de cette année, le Québec et l'Ontario disputent un premier match inter-provincial au Canada. Le premier match en Colombie-Britannique est joué en 1876 entre des membres de la Royal Navy et les forces terrestres de l'Île de Vancouver.
Il faudra attendre une autre décennie avant que des matchs soient disputés sur le continent et, en 1889, l'Union de rugby de la Colombie-Britannique est formée. Sur la côte Est, le rugby a débuté avec la formation du Halifax Football Club en 1870. Plusieurs clubs ont été formés durant les années 1880 et c'est en 1890 que l'Union de rugby des Maritimes prend vie. Dans les Prairies, le rugby était limité à la région de Winnipeg jusque dans les années 1880 quand la police montée du Nord-Ouest et les clubs de Moosomin ont défié le Collège St-John's et Winnipeg. En 1892, l'Union de rugby football du Manitoba a été formée. L'Alberta et la Saskatchewan ont sauté dans le train grâce à la police montée du Nord-Ouest dans les années 1890. À travers le pays, il y eut une brève réapparition du rugby, rapidement enrayée par la guerre.

Le premier match international du Canada a été joué le 31 janvier 1932 à Osaka contre l'équipe du Japon. Le Japon remporte le match d'une courte tête, 9-8. Après une seconde confrontation entre les deux équipes le 11 février 1932 à Tokyo, à nouveau remportée par les locaux sur le score de 38-5, le Canada ne joua plus le moindre match international pendant une période de 30 années jusqu'à un match nul 3-3 le 17 novembre 1962 contre les Barbarians à Gosforth.

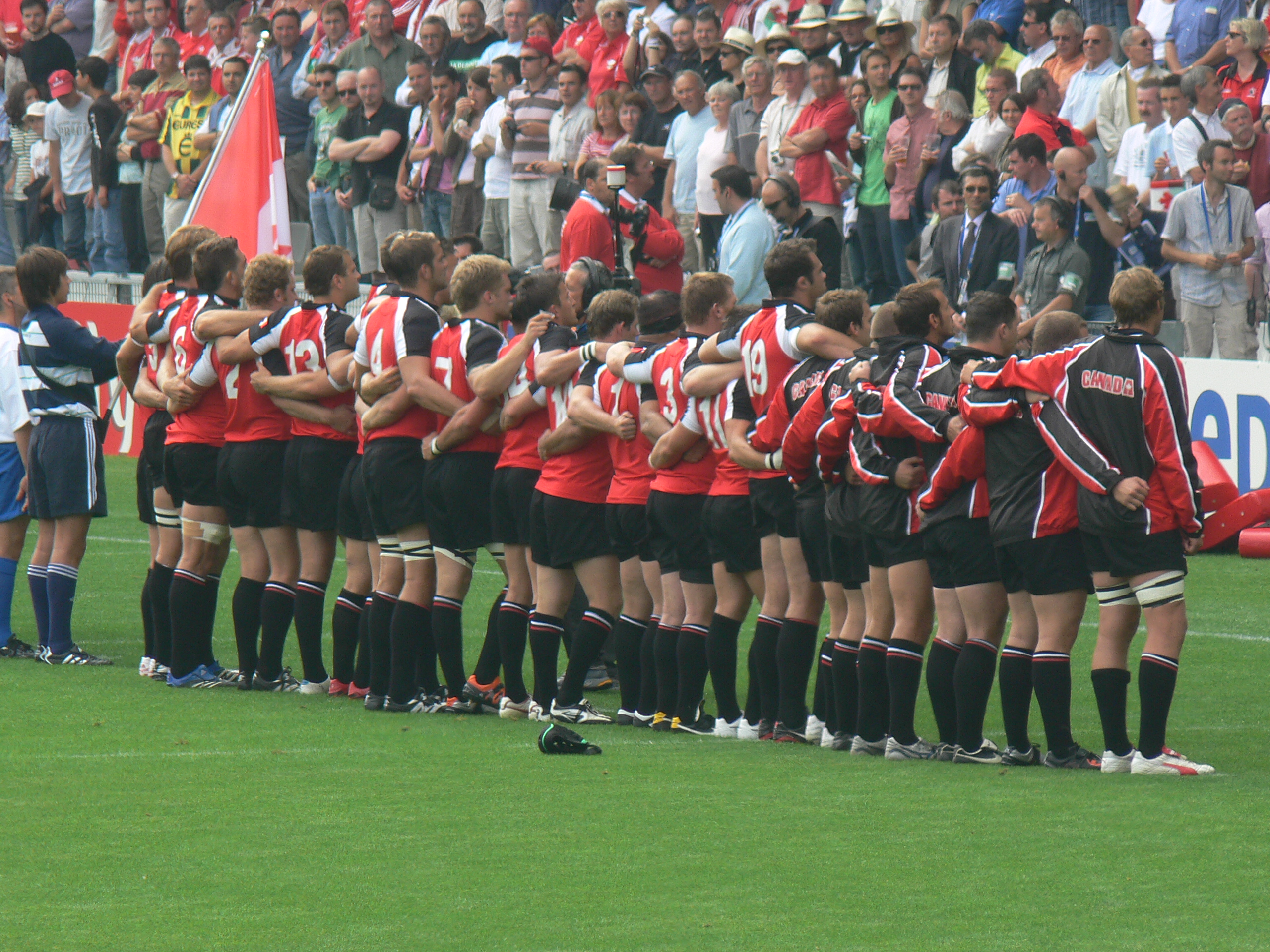
Équipe du Canada

### L'ère professionnelle

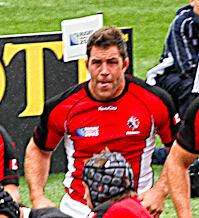
Jamie Cudmore, deuxième ligne, lors de la Coupe du monde 2011

Le professionnalisme ne parvient pas à décoller au Canada, où le rugby reste un sport mineur. En effet, les Canadiens vouent une véritable passion au hockey sur glace, discipline dans laquelle ils excellent au niveau mondial depuis de nombreuses années. Sur la scène internationale, le Canada réussit tout particulièrement dans les sports d'hiver comme le patinage (vitesse sur longue piste, vitesse sur piste courte, artistique), le ski acrobatique (bosses, Half-pipe, sauts) ou le curling. De plus le climat rude, notamment dans certaines parties du pays, est un frein au développement de ce sport de plein air. Cependant le Canada n'est pas recouvert par la neige toute l'année et la province de la Colombie-Britannique sur la côte Ouest, par exemple, permet au rugby de se développer.

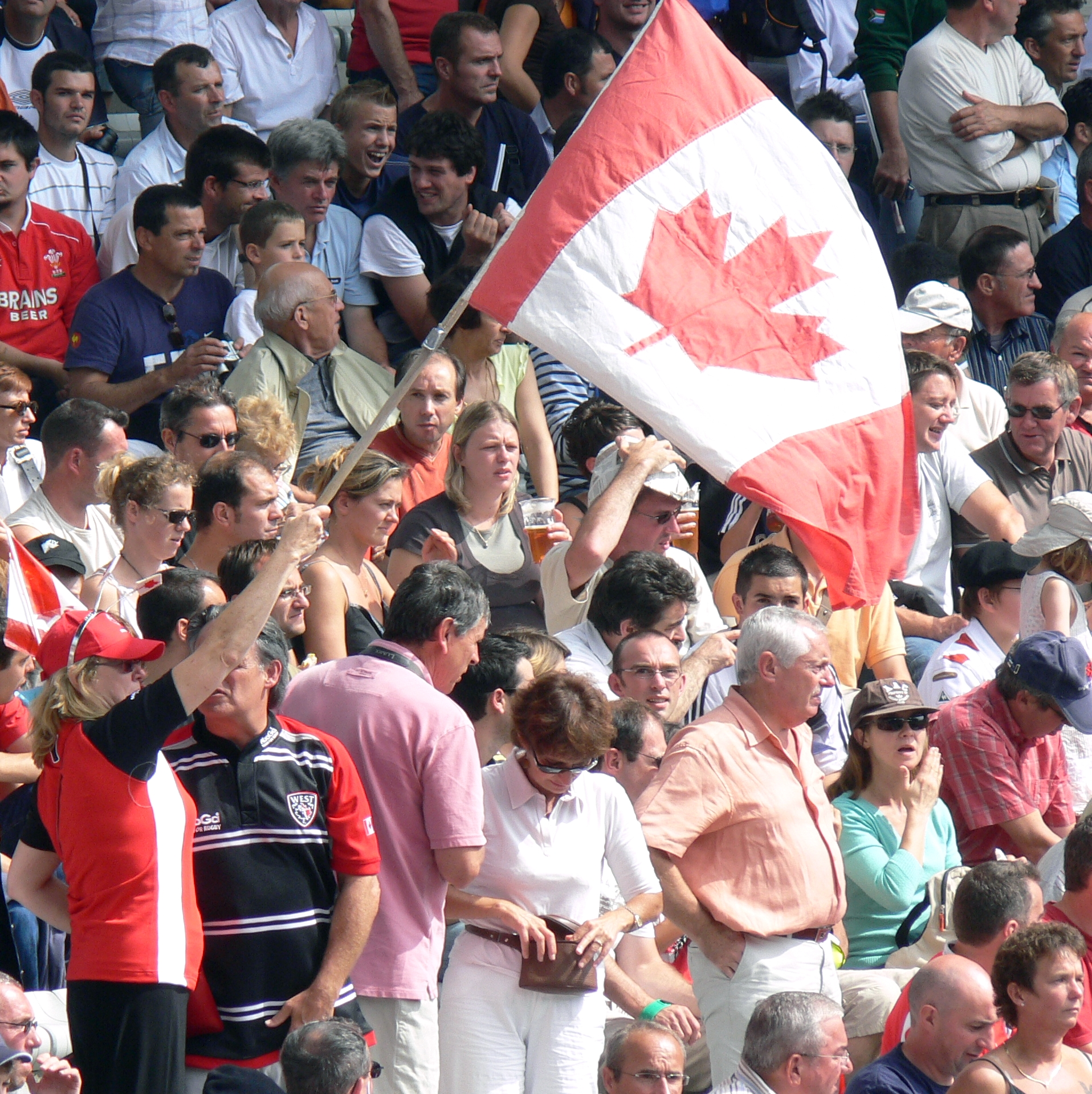
Supporters du Canada.

Malgré tout, les meilleurs joueurs canadiens, généralement internationaux, arrivent à s'exporter dans les championnats européens les plus relevés. Si la plupart d'entre eux évoluent au Royaume-Uni, comme le trois-quarts polyvalent DTH van der Merwe, d'autres s'exilent également en France, comme
le troisième ligne Tyler Ardron, le pilier Matt Tierney, l'ailier Taylor Paris ou le deuxième ligne emblématique Jamie Cudmore.
L'équipe s'est toujours qualifiée pour la Coupe du monde. Néanmoins, depuis quelques années  maintenant, son niveau stagne. En effet, le manque de matchs de haut niveau, le peu de moyens dont dispose le Rugby Canada ainsi que la faible popularité de ce sport au Canada empêche toute élévation du niveau de jeu par rapport à celui proposé durant la dernière décennie.
Qualifiés pour la Coupe du monde 2011, les Canucks battent les Tonga (25-20) avant de perdre contre la France (46-19). Après avoir fait match nul avec le Japon (23-23), le Canada est laminé par Nouvelle-Zélande (79-15) et termine 4e de la poule.
À nouveau qualifiés pour la Coupe du monde 2015, ils quittent la compétition bredouilles, enchaînant quatre défaites contre l'Irlande (50-7), l'Italie (23-18), la France (41-18) et la Roumanie (17-15), et terminent derniers de la poule D.

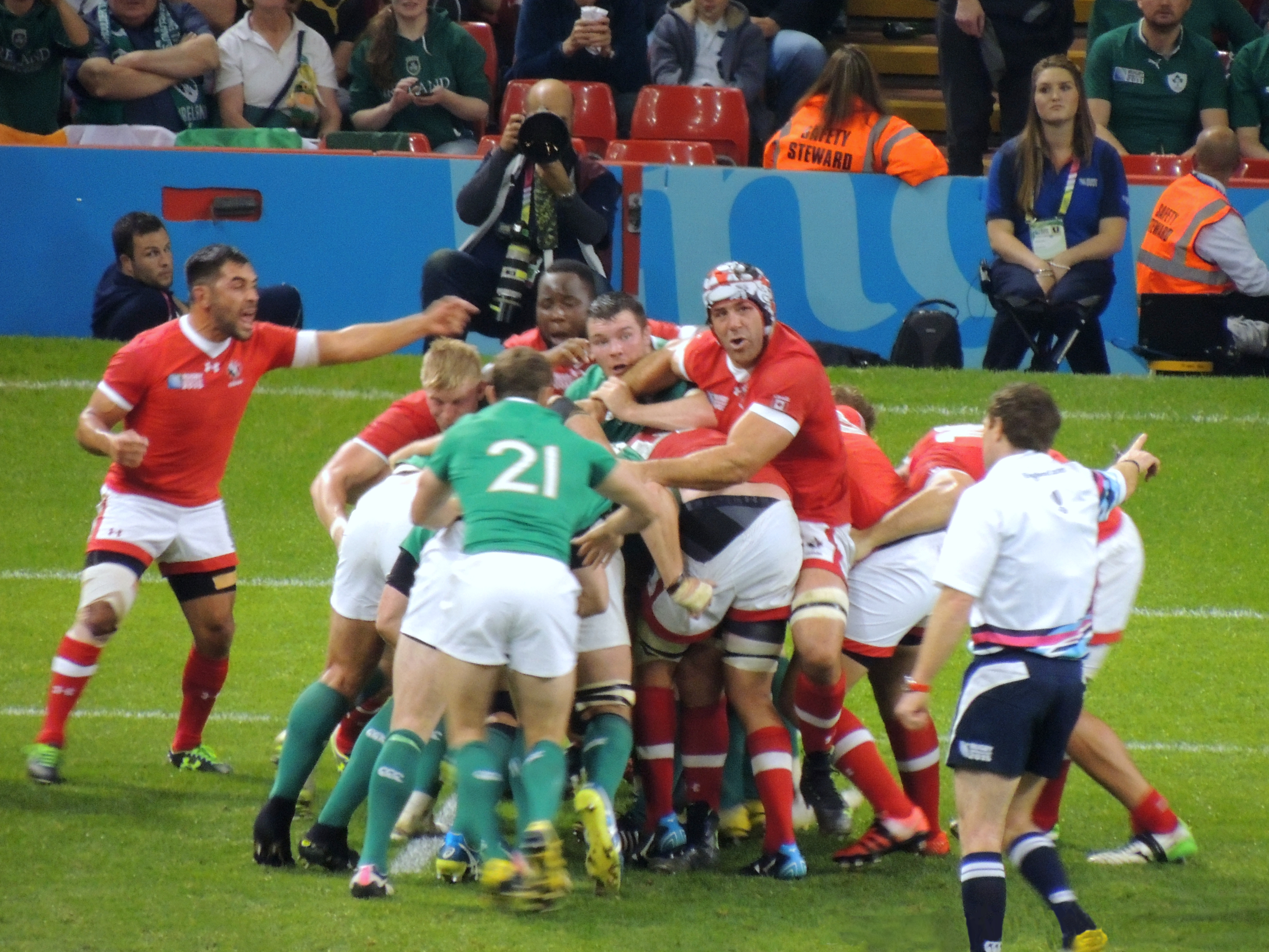
Jamie Cudmore (avec le casque) et le Canada défendent sur un maul irlandais lors de la Coupe du monde 2015.

Pour l'équipe canadienne, la spirale négative s'amplifie encore après cette campagne mondiale. Lors de la saison inaugurale (par équipes nationales) de l'Americas Rugby Championship, en 2016, les Canucks terminent troisièmes sur six équipes, puis tombent à deux reprises à la cinquième place en 2017 et 2019, perdant contre le Brésil lors de ces deux éditions. S'ils parviennent encore à assurer leur qualification pour la Coupe du monde de rugby à XV 2019 en devant passer par le tournoi de repêchage mondial pour la première fois, ils sont versés dans une poule difficile et leur campagne se conclut sans victoire mais avec de lourdes défaites contre la Nouvelle-Zélande, l'Afrique du Sud et l'Italie. Leur dernier match, contre la Namibie, est annulé en raison du typhon Hagibis qui sévit alors sur le Japon.
En 2021, les Canadiens échouent pour la première fois dans leur quête d'une qualification à la Coupe du monde de rugby à XV 2023. Ils disputent deux séries de deux test matchs, la première contre les États-Unis, perdue sur le score cumulé de 59 points à 50 malgré le gain du premier match et la seconde contre la modeste équipe du Chili, elle aussi perdue au score cumulé après une victoire lors de la première manche. Les Canadiens n'avaient alors jamais encore perdu contre les Chiliens en sept confrontations.

## Palmarès

### Parcours en Coupe du monde
Le tableau suivant récapitule les performances du Canada en Coupe du monde. Les Canadiens ont participé huit fois à la phase finale, soit toutes les éditions de 1987 à 2019, atteignant les quarts de finale en 1991.
| Édition               | Rang               | Bilan          |
| --------------------- | ------------------ | -------------- |
| Nouvelle-Zélande 1987 | Poule              | 1 v, 0 n, 2 d  |
| Angleterre 1991       | Quart de finaliste | 2 v, 0 n, 2 d  |
| Afrique du Sud 1995   | Poule              | 1 v, 0 n, 2 d  |
| Pays de Galles 1999   | Poule              | 1 v, 0 n, 2 d  |
| Australie 2003        | Poule              | 1 v, 0 n, 3 d  |
| France 2007           | Poule              | 0 v, 1 n, 3 d  |
| Nouvelle-Zélande 2011 | Poule              | 1 v, 1 n, 2 d  |
| Angleterre 2015       | Poule              | 0 v, 0 n, 4 d  |
| Japon 2019            | Poule              | 0 v, 1 n, 3 d  |
| France 2023           | Non-qualifiée      | Non-qualifiée  |
| Total                 | Total              | 7 v, 3 n, 23 d |

Légende : v = victoire ; n = match nul ; d = défaite.

## Les stades desCanucks
Contrairement aux équipes nationales européennes, les Canucks, comme la Nouvelle-Zélande, l'Australie et l'Afrique du Sud, n'ont pas de stade privilégié pour les rencontres à domicile. Ils jouent dans la plupart des grands stades à travers tout le pays, en fonction des saisons et donc du climat.

## Composition desCanucks

### Groupe canadien
Les joueurs cités ci-dessous ont été sélectionnés par Kingsley Jones pour disputer la Coupe du monde 2019. Le 11 septembre 2019, le troisième ligne Justin Blanchett déclare forfait en raison d'une blessure au  bras, et est remplacé par le deuxième ligne Josh Larsen.
Le nombre de sélections et de points inscrits a été mis à jour le 17 septembre 2019.

#### Les avants
| Nom                 | Poste           | Naissance        | Sélections (points marqués) | Club                                 | Année 1re sélection |
| Eric Howard         | Talonneur       | 5 septembre 1993 | 23 (0)                      | Gold de La Nouvelle-Orléans          | 2016                |
| Benoît Piffero      | Talonneur       | 21 mai 1987      | 24 (0)                      | Blagnac rugby                        | 2013                |
| Andrew Quattrin     | Talonneur       | 29 août 1996     | 3 (0)                       | Arrows de Toronto                    | 2019                |
| Hubert Buydens      | Pilier          | 4 janvier 1982   | 55 (0)                      | Gold de La Nouvelle-Orléans          | 2006                |
| Jake Ilnicki        | Pilier          | 24 février 1992  | 36 (0)                      | Seawolves de Seattle                 | 2013                |
| Cole Keith          | Pilier          | 7 mai 1997       | 14 (0)                      | Arrows de Toronto                    | 2017                |
| Djustice Sears-Duru | Pilier          | 25 mai 1994      | 49 (15)                     | Seawolves de Seattle                 | 2013                |
| Matt Tierney        | Pilier          | 4 juillet 1996   | 20 (0)                      | Castres olympique                    | 2016                |
| Kyle Baillie        | 2e ligne        | 7 avril 1991     | 28 (15)                     | Gold de La Nouvelle-Orléans          | 2016                |
| Conor Keys          | 2e ligne        | 2 août 1996      | 16 (0)                      | Libre                                | 2017                |
| Josh Larsen         | 2e ligne        | 4 avril 1994     | 12 (0)                      | Free Jacks de la Nouvelle-Angleterre | 2017                |
| Mike Sheppard       | 2e ligne        | 20 décembre 1988 | 8 (5)                       | Arrows de Toronto                    | 2018                |
| Justin Blanchet     | 3e ligne aile   | 25 août 1993     | 6 (0)                       | Bedford Blues                        | 2019                |
| Matt Heaton         | 3e ligne aile   | 9 février 1993   | 25 (0)                      | Rugby ATL                            | 2016                |
| Evan Olmstead       | 3e ligne aile   | 21 février 1991  | 31 (15)                     | Libre                                | 2015                |
| Lucas Rumball       | 3e ligne aile   | 2 août 1995      | 32 (20)                     | Arrows de Toronto                    | 2016                |
| Tyler Ardron (cap.) | 3e ligne centre | 16 juin 1991     | 34 (25)                     | Chiefs                               | 2012                |
| Luke Campbell       | 3e ligne centre | 10 février 1992  | 12 (20)                     | Arrows de Toronto                    | 2018                |

#### Les arrières
| Nom               | Poste            | Naissance         | Sélections (points marqués) | Club                 | Année 1re sélection | In |
| Phil Mack         | Demi de mêlée    | 18 septembre 1985 | 57 (15)                     | Seawolves de Seattle | 2009                |    |
| Jamie MacKenzie   | Demi de mêlée    | 28 février 1989   | 19 (5)                      | Arrows de Toronto    | 2010                |    |
| Gordon McRorie    | Demi de mêlée    | 12 mai 1988       | 43 (283)                    | Calgary Hornets      | 2014                |    |
| Shane O'Leary     | Demi d'ouverture | 3 décembre 1993   | 13 (43)                     | Nottingham RFC       | 2017                |    |
| Pat Parfrey       | Demi d'ouverture | 1er novembre 1991 | 30 (30)                     | Arrows de Toronto    | 2013                |    |
| Nick Blevins      | 3/4 centre       | 11 novembre 1988  | 62 (60)                     | Calgary Hornets      | 2009                |    |
| Ciaran Hearn      | 3/4 centre       | 30 décembre 1985  | 70 (63)                     | Libre                | 2008                |    |
| Ben LeSage        | 3/4 centre       | 24 novembre 1995  | 15 (0)                      | Calgary Canucks      | 2016                |    |
| Conor Trainor     | 3/4 centre       | 5 décembre 1989   | 34 (40)                     | USO Nevers           | 2011                |    |
| Jeff Hassler      | 3/4 aile         | 21 août 1991      | 24 (35)                     | Seawolves de Seattle | 2012                |    |
| Taylor Paris      | 3/4 aile         | 6 octobre 1992    | 27 (90)                     | Castres olympique    | 2010                |    |
| DTH van der Merwe | 3/4 aile         | 28 avril 1986     | 58 (190)                    | Glasgow Warriors     | 2006                |    |
| Andrew Coe        | Arrière          | 8 avril 1996      | 11 (10)                     | Markham Irish        | 2017                |    |
| Peter Nelson      | Arrière          | 5 octobre 1992    | 4 (12)                      | Libre                | 2019                |    |

### Joueurs emblématiques
La liste suivante est limitée à des joueurs qui ont au moins 40 sélections en équipe du Canada, plus quelques personnalités marquantes. 
Avants
- Ray Barkwill
- Hubert Buydens
- Aaron Carpenter
- Al Charron
- Jamie Cudmore
- Eddie Evans
- Tyler Hotson
- John Hutchinson (en)
- Jake Ilnicki
- Mike James
- Pat Riordan
- Lucas Rumball
- Djustice Sears-Duru
- Rod Snow
- Jon Thiel
- Kevin Tkachuk

Demis
- Ed Fairhurst
- John Graf
- Phil Mack
- Gordon McRorie
- Gareth Rees
- Bobby Ross
- Morgan Williams

Trois quarts et arrières
- Nick Blevins
- Matt Evans
- Steve Gray
- Ciaran Hearn
- James Pritchard
- Ryan Smith
- Winston Stanley
- Scott Stewart
- DTH van der Merwe
- Mark Wyatt

## Statistiques

### Statistiques concernant les joueurs
(décembre 2024).
- Si vous ne connaissez pas le sujet, laissez ce bandeau (vous pouvez alors contacter les auteurs).
- Si vous supprimez le contenu mis en cause (vous pouvez préalablement contacter les auteurs),

argumentez précisément cette suppression dans la page de discussion
(un manque de référence n'est pas un argument ; une recherche réelle de référence doit avoir été effectuée, être formellement documentée).

#### Record de sélections
| N° | Nom                 | Période   | Sélections |
| -- | ------------------- | --------- | ---------- |
| 1  | Aaron Carpenter     | 2005-2017 | 80         |
| 2  | Al Charron          | 1990-2003 | 76         |
| 3  | Ciaran Hearn        | 2008-2019 | 72         |
| 4  | Djustice Sears-Duru | 2013-     | 70         |
| 5  | Winston Stanley     | 1994-2003 | 66         |
| 6  | Scott Stewart       | 1989-2001 | 64         |
| 7  | Nick Blevins        | 2009-2019 | 63         |
| 8  | James Pritchard     | 2003-2015 | 62         |
| 8  | Rod Snow            | 1995-2007 | 62         |
| 10 | DTH van der Merwe   | 2006-2019 | 60         |

#### Record de points
| N° | Nom               | Période   | Points |
| -- | ----------------- | --------- | ------ |
| 1  | James Pritchard   | 2003-2015 | 607    |
| 2  | Gareth Rees       | 1986-1999 | 491    |
| 3  | Bobby Ross        | 1989-2003 | 419    |
| 4  | Gordon McRorie    | 2014-2019 | 283    |
| 5  | Mark Wyatt        | 1982-1991 | 255    |
| 6  | Jared Barker      | 2000-2004 | 226    |
| 7  | DTH van der Merwe | 2006-2019 | 190    |
| 8  | Peter Nelson      | 2019-     | 136    |
| 9  | Winston Stanley   | 1994-2003 | 123    |
| 10 | Taylor Paris      | 2010-2019 | 90     |

#### Record d'essais
| N° | Nom               | Période   | Nombre d'essais |
| -- | ----------------- | --------- | --------------- |
| 1  | DTH van der Merwe | 2006-2019 | 38              |
| 2  | Winston Stanley   | 1994-2003 | 24              |
| 3  | Taylor Paris      | 2010-2019 | 18              |
| 3  | James Pritchard   | 2003-2015 | 18              |
| 5  | Aaron Carpenter   | 2005-2017 | 17              |
| 6  | Lucas Rumball     | 2016-     | 14              |
| 7  | Morgan Williams   | 1999-2008 | 13              |
| 8  | Nick Blevins      | 2009-2019 | 12              |
| 8  | Matt Evans        | 2008-2018 | 12              |
| 10 | Kainoa Lloyd      | 2017-     | 10              |
| 10 | Kyle Nichols      | 1996-2002 | 10              |

## Bilan des matches
Pour des raisons techniques, il est temporairement impossible d'afficher le graphique qui aurait dû être présenté ici.

Voir ou modifier les données brutes du graphique.
Classement World Rugby
Le tableau suivant dresse le bilan des matchs contre tous les adversaires de l'équipe du Canada, il est mis à jour au 19 août 2013.
| Adversaires             | Matches | Victoires | Défaites | Nuls |
| ----------------------- | ------- | --------- | -------- | ---- |
| Afrique du Sud          | 2       | 0         | 2        | 0    |
| Angleterre              | 6       | 0         | 6        | 0    |
| Angleterre XV*          | 9       | 1         | 8        | 0    |
| Angleterre M23*         | 2       | 0         | 2        | 0    |
| Argentine               | 9       | 3         | 6        | 0    |
| Australie               | 6       | 0         | 6        | 0    |
| Barbade                 | 1       | 1         | 0        | 0    |
| Barbarians              | 2       | 0         | 1        | 1    |
| Belgique                | 1       | 1         | 0        | 0    |
| Lions                   | 1       | 0         | 1        | 0    |
| Chili                   | 2       | 2         | 0        | 0    |
| Écosse                  | 4       | 1         | 3        | 0    |
| Écosse XV*              | 1       | 1         | 0        | 0    |
| Espagne                 | 1       | 1         | 0        | 0    |
| États-Unis              | 50      | 37        | 12       | 1    |
| Fidji                   | 9       | 3         | 6        | 0    |
| France                  | 8       | 1         | 7        | 0    |
| France XV*              | 2       | 0         | 2        | 0    |
| Pays de Galles          | 12      | 1         | 11       | 0    |
| Pays de Galles XV*      | 3       | 0         | 3        | 0    |
| Pays de Galles M23*     | 1       | 0         | 1        | 0    |
| Géorgie                 | 3       | 2         | 1        | 0    |
| Hong Kong               | 6       | 5         | 1        | 0    |
| Irlande                 | 6       | 0         | 5        | 1    |
| Irlande XV*             | 1       | 0         | 1        | 0    |
| Italie                  | 7       | 2         | 5        | 0    |
| Japon                   | 22      | 8         | 13       | 2    |
| Namibie                 | 1       | 1         | 0        | 0    |
| Nouvelle-Zélande        | 5       | 0         | 5        | 0    |
| Nouvelle-Zélande XV*    | 1       | 0         | 1        | 0    |
| Nouvelle-Zélande Māori* | 3       | 0         | 3        | 0    |
| Portugal                | 3       | 3         | 0        | 0    |
| Roumanie                | 3       | 2         | 1        | 0    |
| Russie                  | 3       | 3         | 0        | 0    |
| Samoa                   | 2       | 0         | 2        | 0    |
| Tonga                   | 5       | 3         | 2        | 0    |
| Uruguay                 | 8       | 7         | 1        | 0    |
| Total                   | 213     | 91        | 117      | 5    |

* Le Canada a accordé des sélections internationales pour ces matches.